# Jan Karski (biskup)

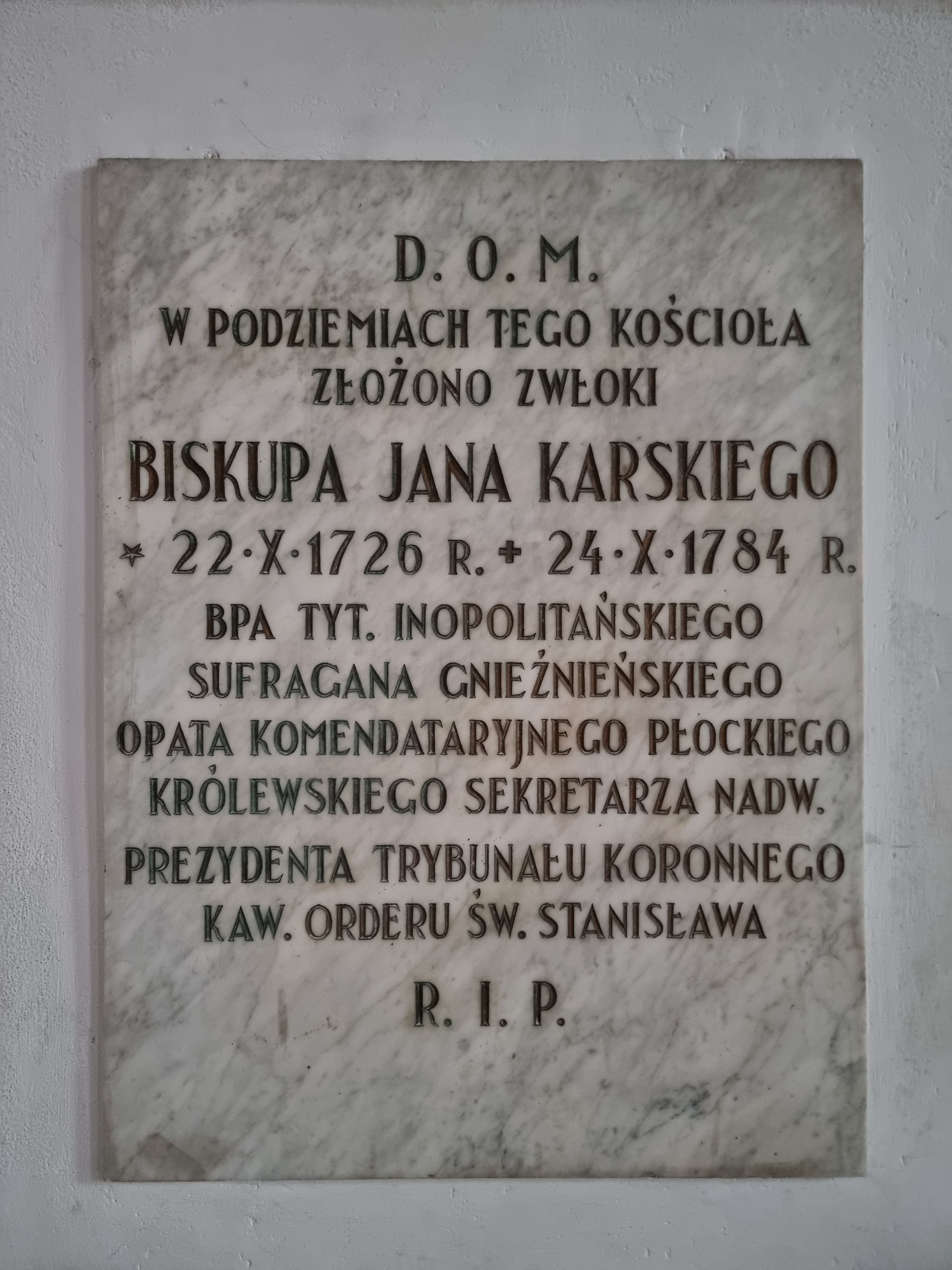
Eptafium w Kościele Nawiedzenia Najświętszej Marii Panny w WarszawieKościół Nawiedzenia Najświętszej Marii Panny w Warszawie

Jan Karski  herbu Boleścic (ur. 22 października 1726 w Zakliczewie, zm. 25 października 1784 w Warszawie) – polski duchowny rzymskokatolicki, biskup pomocniczy gnieźnieński, prezydent Trybunału Głównego Koronnego.

## Życiorys
7 lipca 1754 otrzymał święcenia prezbiteriatu. Był dziekanem w Łowiczu, kanonikiem gnieźnieńskiej kapituły katedralnej (od 1760) oraz opatem komendatoryjnym opactwa benedyktyńskiego w Płocku. Jako przedstawiciel duchowieństwa sądził w Trybunale Głównym Koronnym, którego był prezydentem.
29 lipca 1771 papież Klemens XIV prekonizował go biskupem pomocniczym archidiecezji gnieźnieńskiej oraz biskupem in partibus infidelium ionopolitańskim. 15 listopada 1772 przyjął sakrę biskupią z rąk biskupa poznańskiego Andrzeja Stanisława Młodziejowskiego. Współkonsekratorami byli biskup inflancko-piltyński Jan Stefan Giedroyć oraz koadiutor diecezji bakowskiej Ignacy Franciszek Ossoliński OFMConv.
W 1777 r. otrzymał Order Świętego Stanisława. Urząd biskupa pełnił do śmierci 25 października 1784.